# José Manuel Rodrigues
José Manuel Rodrigues (Lissabon, 4 mei 1951), is een hedendaagse Portugees-Nederlandse fotograaf en beeldend kunstenaar. Hij woont en werkt sinds 1993 in Évora, Portugal, na meer dan twintig jaar te hebben gewoond en gewerkt in Nederland. 

## Biografie
Geboren in Portugal en opgegroeid in rumoerige tijden onder het bewind van António de Oliveira Salazar, vluchtte José Manuel Rodrigues naar het buitenland wanneer in 1968 alle mannen het leger in moeten om te vechten om Angola en Mozambique als koloniën van Portugal te behouden. Hij woont in Parijs, Frankrijk, in 1968/1969 en in Nederland tussen 1969 en 1993. Hij volgde zijn fotografiestudie in Nederland in Den Haag (1975-1980) en in Apeldoorn (1975-1979) aan de School voor Fotografie, en doet een videorealisatie cursus aan het prestigieuze Santbergen Instituut in Hilversum in 1989. José Manuel Rodrigues heeft twee kinderen (’75 en ’79).
De fotograaf was mede-oprichter van Perspektief – Kunststichting, en verantwoordelijk voor het programmeren van de tentoonstellingen van de galerie. Hij was lid van de GKf, het tegenwoordige DuPho, en de Amsterdamse Kunstraad tussen 1987 en 1992. 
José M. Rodrigues ontving de Vrije Creatieve Opdracht prijs in 1982 uitgereikt door de Amsterdamse Kunstraad in 1982. In 1999 werd hij bekroond met de Prémio Pessoa (Artikel in Engelstalige Wikipedia) (Pessoa-prijs) voor zijn gehele artistieke werk en voor zijn bijdrage aan de kunsten in Portugal.
Zijn werk is vertegenwoordigd in vele particuliere en openbare collecties, waaronder (in Portugal) in Culturgest, Serralves Museum, BES-foto, Portugees Centrum voor Fotografie, Visual Arts Center, en in het buitenland op de Dutch Art Foundation, CODA in Apeldoorn, Prentenkabinet Universiteitsbibliotheek Leiden, La Bibliothèque nationale de France in Parijs, onder andere.
José Manuel Rodrigues doceerde fotografie aan diverse instellingen en nationale en buitenlandse scholen (Rotterdam, Porto, Évora, Caldas de Rainha). In 2007 en 2008 was hij gasthoogleraar aan de Master Beeldende Kunsten van de IADE in Lissabon. Sinds 2009 is hij uitgenodigd assistent-professor aan de afdeling Beeldende Kunsten aan de Universiteit van Évora. Daarbij heeft hij vaak exposities en geeft tegenwoordig veel lezingen op uitnodiging. 
Het signatuur onder zijn werk is gedurende de jaren af en toe veranderd; José Manuel Rodrigues ondertekent tegenwoordig al zijn werk met José M. Rodrigues, maar er is ook werk te vinden van de kunstenaar waar José Rodrigues of José Manuel Rodrigues als signatuur op staat.

## Prijzen
- Prijs voor Creatieve Fotografie uitgereikt door het Amsterdams Fonds voor de Kunst (1982)
- Prémio Pessoa (Artikel in Engelstalige Wikipedia) uitgereikt door het dagblad Expresso (Portugal) en het bedrijf Unisys, samen met de dichter Manuel Alegre (artikel in Engelstalige Wikipedia) (1999)